# Makareus
Makareus (inaczej Makar) – w mitologii greckiej syn jednego z Eolów: Eola, mitycznego króla Magnezji lub Eola, władcy wiatrów. Jego matką najprawdopodobniej była Amfitea.
Według jednego z mitów, połączyła go kazirodcza miłość z Kanake, która zaowocowała narodzinami ich dziecka. Makareus nigdy nie poślubił Kanake, choć to obiecywał. Jego ukochana została zmuszona do popełnienia samobójstwa za to, czego się dopuściła, a ich dziecko zamordowano. Dowiedziawszy się o ich śmierci, Makareus odebrał sobie życie.

## Heroidy
Makareus jest adresatem jednego z listów wchodzących w skład dzieła Owidiusza zatytułowanego Heroidy. Autorką listu poeta uczynił Kanake.